# Coppa delle Fiere
La Coppa internazionale delle città di fiere industriali, abbreviata in Coppa delle Fiere (in francese Coupe des villes de foires; in inglese Inter-Cities Fairs Cup), fu una competizione europea di club – inizialmente intesa per rappresentative cittadine – tenutasi tra il 1955 e il 1971. È l'antenata della Coppa UEFA, competizione oggi nota come UEFA Europa League.
Nata da un'idea dell'allora vicepresidente FIFA, Ernst Thommen, il nome della competizione rifletteva il retaggio del suo criterio di nascita, ovvero l'ammissione a inviti a rappresentative di città sedi di fiere internazionali, benché tale discriminante fosse destinata a decadere ben presto in favore dei piazzamenti dei club nei propri campionati nazionali.
La competizione si svolse per tredici edizioni, con diverse cadenze temporali: triennale per la prima edizione, biennale per la seconda e annuale a partire dal 1960. Nove squadre si alternarono nella vittoria del trofeo, conquistato in via definitiva dal Barcellona, nella finalissima contro l'ultimo vincitore canonico della competizione, il Leeds Utd. Le squadre spagnole e inglesi vantano il maggior numero di successi nella Coppa, rispettivamente con sei e quattro vittorie.
Nel 1971 l'UEFA prese in carico l'organizzazione del torneo, trasformandolo nella Coppa UEFA, organizzata con nuovi regolamenti e rinnovati criteri d'accesso. La confederazione europea non riconosce una continuità de iure tra le due competizioni e non include i risultati della "Fiere" nelle sue statistiche ufficiali, menzionandola comunque a scopo documentale e storico nei palmarès dei club. Il ruolo della Coppa delle Fiere nella storia del calcio internazionale è sottolineata tra gli altri dalla FIFA, che ne fa menzione tra i titoli più rilevanti nei palmarès dei club, oltreché dall'International Federation of Football History & Statistics e dalla Federazione Italiana Giuoco Calcio, che la equiparano alla Coppa UEFA/Europa League nel calcolo dei migliori club del XX secolo e della tradizione sportiva.

## Storia

### I primi anni

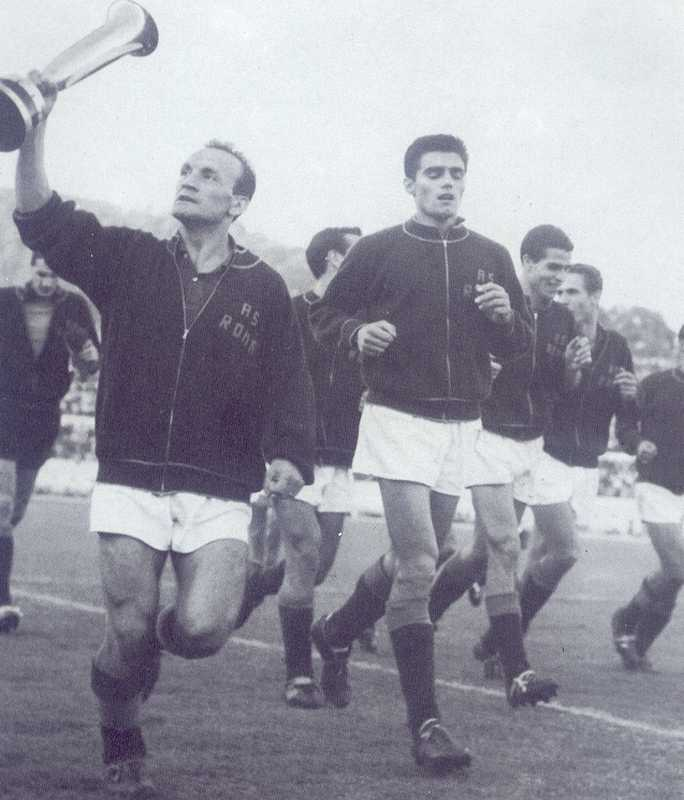
Giacomo Losi solleva la Coppa delle Fiere vinta dalla Roma nell'edizione 1960-1961

Teorizzata dall'allora membro della FIFA, Ernst Thommen, fin dal 1950, ma rimasta nei cassetti per il successivo lustro per la mancanza di un adeguato supporto organizzativo, l'idea della Inter-Cities Fairs Cup riprese vigore nel marzo del 1955, durante il primo congresso UEFA a Vienna – parallelamente alla nascita della Coppa dei Campioni –, per poi essere istituita ufficialmente il 18 aprile dello stesso anno a Basilea. Il proposito di Thommen, peraltro, era di fare della "Fiere" il trofeo confederale di riferimento, lasciando la Coppa dei Campioni all'iniziativa privata: una opzione respinta dall'UEFA, non interessata a sobbarcarsi l'organizzazione di ulteriori manifestazioni.
Ciò fece sì che Thommen sfruttasse i suoi buoni uffici presso la FIFA. La neonata competizione venne organizzata da un comitato privato, pur avallato ufficiosamente dalla federazione internazionale e composto da esponenti della stessa, tra i quali figuravano, oltre al summenzionato Thommen, nel frattempo divenuto vicepresidente FIFA, anche il segretario della Football Association e futuro presidente FIFA, Stanley Rous, e il presidente della Federazione Italiana Giuoco Calcio, Ottorino Barassi, membro FIFA e ideatore dell'UEFA; a questi, negli anni successivi si aggiunse Hans Bangerter, segretario generale dell'UEFA.
Obiettivo della Coppa delle Fiere era, tra gli altri, contribuire al rilancio economico delle grandi città europee all'indomani della seconda guerra mondiale, inserendosi nel più generale meccanismo del piano Marshall che, dal 1947 al 1952, aveva ottemperato a ciò anche attraverso l'allestimento di fiere internazionali: ne conseguì che la prima edizione vide la partecipazione di squadre provenienti unicamente da città sedi di fiere – da cui il nome –, vedi Barcellona, Basilea, Birmingham, Copenaghen, Francoforte sul Meno, Losanna, Lipsia, Londra e Milano. L'accesso, inoltre, era basato inizialmente sulla regola di un solo rappresentante per comune, perciò non era possibile la contemporanea presenza in tabellone di più sodalizi della stessa località. Questo favorì, soprattutto nelle prime edizioni, la creazione di selezioni cittadine ad hoc per il torneo, nonostante queste fossero poi quasi tutte composte da giocatori provenienti da uno stesso club. A riprova di ciò, la prima edizione fu vinta dal Barcelona XI: formalmente una rappresentativa della città catalana, in pratica la rosa del Barcellona sotto mentite spoglie – a cui a posteriori viene riconosciuta la legittimità del successo –, che sconfisse la selezione cittadina del London XI. L'idea delle rappresentative scomparve rapidamente lasciando il posto definitivamente ai club; anche la regola di un solo esponente per città venne gradualmente abbandonata insieme al vincolo fieristico, lasciando spazio alla qualificazione in base al merito sportivo.
Le prime due edizioni ebbero un riscontro interlocutorio, anche perché gravate da una cadenza pluriennale che portava a una eccessiva rarefazione delle gare: una formula dettata dal collegamento tra le partite e il calendario fieristico, ma che inficiava negativamente sull'interesse del pubblico verso la competizione. Dall'edizione 1960-1961, in coincidenza con l'adozione della cadenza annuale, la Coppa delle Fiere incominciò ad attrarre un seguito sempre maggiore; ciò a fronte di un calendario calcistico continentale ancora abbastanza snello, occupato a livello confederale solo dalla Coppa dei Campioni. Da qui in avanti il torneo divenne colloquialmente noto come Runners-up Cup ("Coppa dei secondi posti"), per via del piazzamento in campionato necessario alla qualificazione.

### Dominio anglo-spagnolo

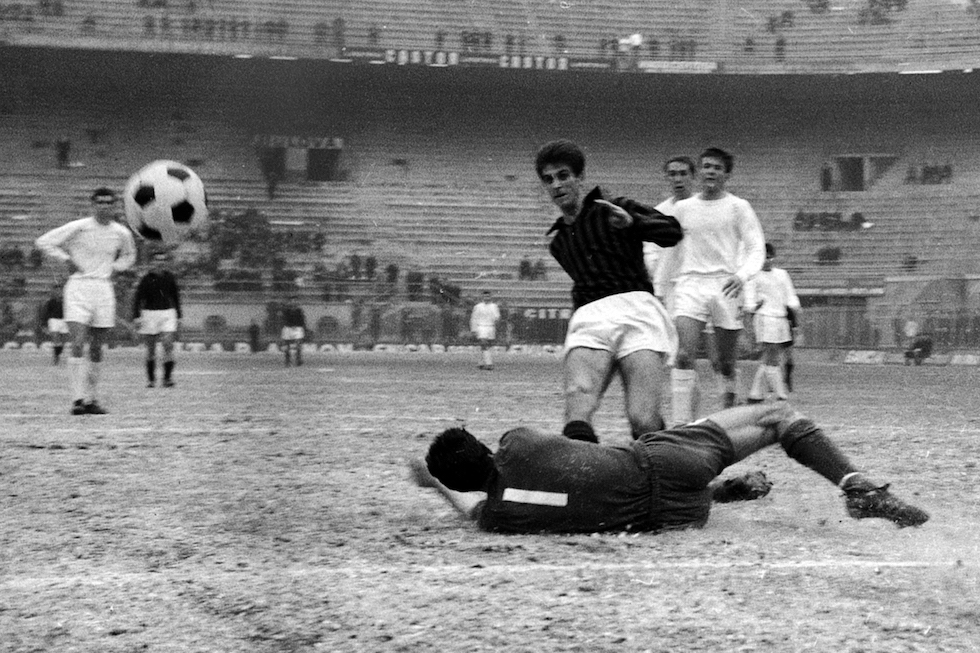
Un momento della gara di andata fra Milan e Chelsea, negli ottavi di finale nell'edizione 1965-1966.

I primi anni del torneo videro numerosi successi di squadre spagnole. Tra le edizioni 1955-1958 e 1965-1966 il Barcellona trionfò per tre volte, di cui due consecutive, come accadde allo stesso Valencia e al Real Saragozza in una, per un totale di sei vittorie in otto edizioni, con tre finali (1961-1962, 1963-1964, 1965-1966) disputate da due squadre spagnole. Le tre squadre iberiche vincitrici della competizione, precedentemente citate, furono protagoniste di due finali a testa tra loro (Valencia-Barcellona nel 1962, Real Saragozza-Valencia nel 1964 e Barcellona-Real Saragozza nel 1966).
Nel 1968 ci fu l'inizio di un nuovo ciclo, inaugurato dagli inglesi del Leeds Utd, già battuti in finale dalla Dinamo Zagabria l'anno precedente (1966-1967). Il Leeds Utd fu la prima squadra dell'Europa Settentrionale a conquistare il trofeo internazionale, definito da Don Revie, allenatore del club dal 1961 al 1974 e icona del calcio inglese, come «difficile da vincere quasi quanto la Coppa dei Campioni». Da quell'anno ci furono in totale quattro successi consecutivi di squadre d'oltre Manica, appannaggio di Newcastle Utd, Arsenal e ancora Leeds Utd, fino all'ultima edizione del 1970-1971.

### Verso la Coppa UEFA

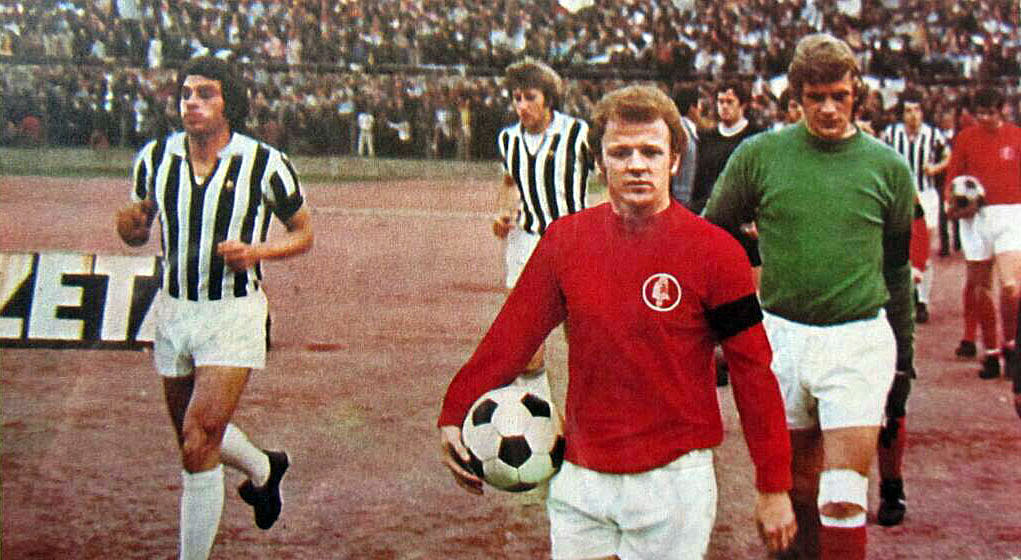
Billy Bremner, capitano del Leeds Utd, guida i suoi sul campo della Juventus per la finale di andata dell'edizione 1970-1971.

Dalla seconda metà degli anni sessanta, ormai scomparso il vincolo fieristico, il comitato organizzazione era alle prese con una Coppa ormai cresciuta sia come organizzazione sia come partecipazione, rendendo non più procrastinabile lo stilare criteri precisi per l'ammissione alla competizione. Ciò fece sì che, al termine dell'edizione 1970-1971, l'UEFA avocasse a sé l'organizzazione della "Fiere". Nel settembre del 1971, sotto l'egida della confederazione europea, fu disputata la finalissima per l'assegnazione definitiva del trofeo originale tra i vincitori della prima e dell'ultima edizione, rispettivamente Barcellona e Leeds Utd: questa venne vinta dai catalani, che così incamerarono definitivamente la "Fiere" prima della sua abolizione. Dalla stagione sportiva 1971-1972, il suo posto nel calendario calcistico europeo venne preso dalla nuova Coppa UEFA.
Nell'albo d'oro del torneo, gli unici trionfi al di fuori dell'asse anglo-spagnolo, uno a testa, furono a opera degli italiani della Roma (nel 1960-1961), degli ungheresi del Ferencváros (nel 1964-1965) e degli jugoslavi della Dinamo Zagabria (nel 1966-1967); da notare, statisticamente, che anche le prime due edizioni dell'erede ufficiosa, ovvero la Coppa UEFA, furono vinte da squadre inglesi, il che portò de facto il totale di successi consecutivi a sei da parte dei club d'oltre Manica, tra "Fiere" e UEFA.
Dei nove club che hanno vinto la Coppa delle Fiere – tre inglesi, tre spagnoli, uno italiano, uno jugoslavo (poi croato) e uno ungherese – solo uno, il Valencia, è riuscito a vincere anche la successiva Coppa UEFA/Europa League. Oltre agli spagnoli, anche Arsenal e Roma hanno disputato una o più finali del secondo trofeo confederale per importanza, senza riuscire a vincerlo. L'Anderlecht e la Juventus sono invece le squadre che hanno perso una o più finali di Coppa delle Fiere e successivamente hanno vinto una o più volte la Coppa UEFA/Europa League.

## Formula

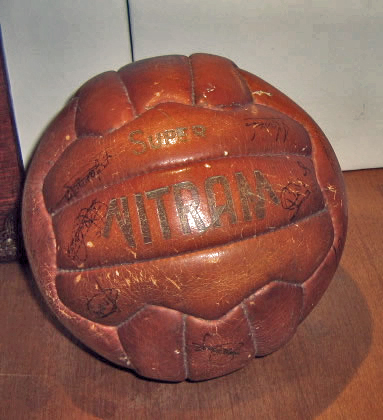
Il pallone originale usato nella finale della prima edizione, 1955-1958, tra London XI e Barcelona XI.

L'idea iniziale per la Coppa delle Fiere prevedeva un torneo della durata di tre anni, riservato a squadre di calcio provenienti da grandi città europee che ospitavano importanti fiere commerciali internazionali. Una caratteristica distintiva era la possibilità per le squadre di schierare "rappresentative cittadine" ad hoc, composte da giocatori di club diversi della stessa città. La formula del torneo ha visto delle modifiche nella seconda edizione (1958-1960), con la riduzione della durata a due anni e l'introduzione dello scontro a eliminazione diretta, eliminando i gironi che caratterizzavano la prima edizione: nonostante queste modifiche, la partecipazione rimaneva riservata a squadre di città ospitanti fiere, ma le selezioni cittadine cominciarono progressivamente a scomparire.
Dalla terza edizione (1960-1961) il torneo divenne annuale e il numero delle squadre partecipanti fu progressivamente aumentato, arrivando a oltre 60 club nell'edizione 1968-1969.
Con l'introduzione della Coppa UEFA – che sostituì ufficiosamente la Coppa delle Fiere nel calendario calcistico europeo –, la UEFA uniformò le regole disciplinari e organizzative; sparito già da tempo il vincolo fieristico, la confederazione europea abolì definitivamente la regola "una squadra una città" propria del torneo precedente, e rese impossibile la partecipazione simultanea ad altre competizioni continentali, come invece avveniva nelle prime edizioni della "Fiere". In tutto ciò la federazione inglese, in autonomia, manterrà fino al 1975 il vincolo di ammettere un solo club per città. La UEFA abolirà ufficialmente la formula a inviti, retaggio della Coppa delle Fiere, solo nel 1980, sebbene già dal 1964 la partecipazione al torneo avvenisse de facto in base ai piazzamenti nei campionati nazionali.

## Riconoscimento
Le vittorie in Coppa delle Fiere, considerata dalla UEFA quale antenata e progenitrice de facto della Coppa UEFA/Europa League, non sono annoverate nell'albo d'oro di quest'ultima poiché non riconosciute de iure dalla confederazione calcistica europea, non essendosi tenute sotto la gestione e supervisione esclusiva della stessa. Ciò nonostante la UEFA riconosce l'importanza storica della "Fiere" nell'avere posto le basi della futura Coppa UEFA, menzionandola tra i titoli più rilevanti nell'albo d'oro di un club: in tal senso, le partite della Coppa delle Fiere sono le uniche tra quelle di tornei non organizzati dalla confederazione europea, ad essere considerate dalla stessa come precedenti ufficiali tra squadre.
La FIFA include la Coppa delle Fiere, a differenza di altre competizioni non organizzate dalla UEFA, tra i titoli più rilevanti nel palmarès di un club. Gestita da un comitato privato, avallato e composto da membri della federazione stessa, la Coppa delle Fiere vantava dei legami ufficiosi con la FIFA: i sorteggi venivano svolti presso la sede della FIFA a Zurigo, il presidente della federazione internazionale sedeva nel comitato organizzativo e premiava personalmente i vincitori del torneo. La FIFA inserì inoltre la Coppa delle Fiere nel calendario calcistico internazionale dell'epoca, assieme ad altre competizioni europee non confederali quali Coppa Internazionale, Coppa dell'Europa Centrale, Coppa Latina e Coppa Grasshoppers.
Tra gli altri organismi calcistici, l'International Federation of Football History & Statistics (IFFHS) equipara la Coppa delle Fiere alla Coppa UEFA nel calcolo dei migliori club del XX secolo mentre, a livello nazionale, la Federazione Italiana Giuoco Calcio assimila questa coppa alla successiva Coppa UEFA/Europa League nel computo della tradizione sportiva, annoverandola fra i titoli più rilevanti nel palmarès dei club. Anche il Centro de Investigaciones de Historia y Estadística del Fútbol Español, organizzazione membro dell'IFFHS e riconosciuta dalla FIFA e dalla Federazione calcistica della Spagna, definisce la "Fiere" come di «un torneo ufficiale a tutti gli effetti», così come la Rec.Sport.Soccer Statistics Foundation considera la Coppa delle Fiere come la terza competizione europea in ordine di prestigio, assimilandola a livello statistico alla Coppa UEFA/Europa League.
Sul piano mediatico la Coppa delle Fiere viene trattata dalle principali testate sportive europee – sia all'epoca sia nei decenni seguenti – al pari delle competizioni confederali e ad esse assimilata.

## Albo d'oro

### Finale doppia
| Edizione  | Incontro                     | A   | R   | Vincitore  |
| 1955-1958 | London XI - Barcelona XI     | 2-2 | 0-6 | Barcellona |
| 1958-1960 | Birmingham City - Barcellona | 0-0 | 1-4 | Barcellona |
| 1960-1961 | Birmingham City - Roma       | 2-2 | 0-2 | Roma       |
| 1961-1962 | Valencia - Barcellona        | 6-2 | 1-1 | Valencia   |
| 1962-1963 | Dinamo Zagabria - Valencia   | 1-2 | 0-2 | Valencia   |

### Finale unica
| Edizione  | Luogo               | Incontro                  | Risultato | Vincitore      |
| 1963-1964 | Barcellona (Spagna) | Real Saragozza - Valencia | 2-1       | Real Saragozza |
| 1964-1965 | Torino (Italia)     | Juventus - Ferencváros    | 0-1       | Ferencváros    |

### Finale doppia
| Edizione  | Incontro                      | A   | R            | Vincitore       |
| 1965-1966 | Barcellona - Real Saragozza   | 0-1 | 4-2 (d.t.s.) | Barcellona      |
| 1966-1967 | Dinamo Zagabria - Leeds Utd   | 2-0 | 0-0          | Dinamo Zagabria |
| 1967-1968 | Leeds Utd - Ferencváros       | 1-0 | 0-0          | Leeds Utd       |
| 1968-1969 | Newcastle Utd - Újpesti Dózsa | 3-0 | 3-2          | Newcastle Utd   |
| 1969-1970 | Anderlecht - Arsenal          | 3-1 | 0-3          | Arsenal         |
| 1970-1971 | Juventus - Leeds Utd          | 2-2 | 1-1          | Leeds Utd       |

### Finalissima
La finalissima della Coppa delle Fiere fu organizzata dall'UEFA per assegnare definitivamente il trofeo prima della soppressione della competizione. Il match fu disputato fra i club vincitori della prima e dell'ultima edizione del torneo, rispettivamente il Barcellona nel 1955-1958 e il Leeds Utd nel 1970-1971: la partita fu vinta dalla squadra spagnola col risultato di 2-1.

## Statistiche
Dal punto di vista statistico, Barcellona, Real Saragozza e Leeds Utd sono state le uniche squadre a realizzare un double, vincendo, nella stessa stagione, contemporaneamente alla Coppa delle Fiere, rispettivamente il campionato (nella stagione 1959-1960), la Coppa nazionale (nel 1963-1964) e la Coppa di Lega (nel 1967-1968). Il Ferencváros vinse il campionato ungherese del 1964 (che in quel periodo si disputava nell'arco di un solo anno solare) e la Coppa delle Fiere 1964-1965; in virtù del successo in campionato di cui sopra, la squadra partecipò alla Coppa dei Campioni 1965-1966, e concluse al secondo posto il campionato del 1965. Barcellona e Valencia sono le uniche squadre ad aver vinto due edizioni consecutive della competizione; il club valenzano, inoltre, è stato l'unico a raggiungere la finale per tre stagioni consecutive.
Il Barcellona, detentore dei record di vittorie, finali disputate e partecipazioni complessive, nonché del trofeo originale della Coppa delle Fiere, non viene riconosciuto dalla UEFA quale vincitore dello European Treble originale (a differenza di Ajax, Bayern Monaco, Chelsea, Juventus e Manchester Utd), in quanto mai vincitore, finora, della Coppa UEFA/Europa League, competizione dove la squadra blaugrana non è mai andata oltre la semifinale. Dei nove club vincitori del trofeo, attualmente Dinamo Zagabria, Ferencvaros e Leeds United non hanno ancora vinto alcuna competizione gestita dalla UEFA. La Dinamo Zagabria, inoltre, è l'unica, finora, a non avere disputato alcuna finale in competizioni UEFA. Il Birmingham City e la Juventus sono le uniche squadre ad aver perso due finali nella competizione, e la prima delle citate l'unica nel farlo in stagioni consecutive (nel 1960 e nel 1961).

### Titoli e finali
| Squadra         | Titoli vinti | Secondi posti | Finali giocate |
| --------------- | ------------ | ------------- | -------------- |
| Barcellona      | 3            | 1             | 4              |
| Leeds Utd       | 2            | 1             | 3              |
| Valencia        | 2            | 1             | 3              |
| Real Saragozza  | 1            | 1             | 2              |
| Ferencváros     | 1            | 1             | 2              |
| Dinamo Zagabria | 1            | 1             | 2              |
| Roma            | 1            | –             | 1              |
| Newcastle Utd   | 1            | –             | 1              |
| Arsenal         | 1            | –             | 1              |
| Birmingham City | –            | 2             | 2              |
| Juventus        | –            | 2             | 2              |
| London XI       | –            | 1             | 1              |
| Újpest          | –            | 1             | 1              |
| Anderlecht      | –            | 1             | 1              |

### Vittorie per nazione
| Nazione     | Vittorie | Finaliste | Anni                                                 |
| ----------- | -------- | --------- | ---------------------------------------------------- |
| Spagna      | 6        | 3         | 1955-58, 1958-60, 1961-62, 1962-63, 1963-64, 1965-66 |
| Inghilterra | 4        | 4         | 1967-68, 1968-69, 1969-70, 1970-71                   |
| Italia      | 1        | 2         | 1960-61                                              |
| Ungheria    | 1        | 2         | 1964-65                                              |
| Jugoslavia  | 1        | 1         | 1966-67                                              |
| Belgio      |          | 1         |                                                      |

### Classifica marcatori

#### Maggior numero di gol
| Pos. | Giocatore            | Squadra                                           | Gol |
| ---- | -------------------- | ------------------------------------------------- | --- |
| 1    | Waldo Machado        | Valencia                                          | 31  |
| 2    | Peter Lorimer        | Leeds Utd                                         | 20  |
| 3    | Flórián Albert       | Ferencváros                                       | 19  |
|      | Ferenc Bene          | Újpest                                            | 19  |
|      | José Antonio Zaldúa  | Barcellona                                        | 19  |
| 6    | Pedro Manfredini     | Roma                                              | 18  |
| 7    | Evaristo de Macedo   | Barcellona                                        | 17  |
| 8    | Vicente Guillot      | Valencia                                          | 16  |
| 9    | Marcelino Martínez   | Real Saragozza                                    | 15  |
| 10   | Héctor Núñez         | Valencia                                          | 14  |
| 11   | Giampaolo Menichelli | Roma (4) Juventus (9)                             | 13  |
|      | Slaven Zambata       | Dinamo Zagabria                                   | 13  |
|      | João Lourenço        | Sporting Lisbona                                  | 13  |
|      | Karl-Heinz Thielen   | Colonia                                           | 13  |
| 15   | Eddie Firmani        | London XI (2) Inter (10)                          | 12  |
|      | Antal Dunai          | Újpest                                            | 12  |
|      | Juan Manuel Villa    | Real Saragozza                                    | 12  |
|      | Pietro Anastasi      | Juventus                                          | 12  |
| 19   | Sándor Kocsis        | Barcellona                                        | 11  |
|      | Francisco Lojacono   | Roma                                              | 11  |
|      | Henning Frenzel      | Lipsia XI (5) SC Lipsia (2) Lokomotive Lipsia (4) | 11  |
|      | Alex Ferguson        | Dunfermline (5) Rangers (6)                       | 11  |
| 23   | Antonio Angelillo    | Inter (4) Roma (4) Milan (2)                      | 10  |
|      | Eulogio Martínez     | Barcellona                                        | 10  |
|      | Joe Baker            | Hibernian (4) Arsenal (3) Nottingham Forest (3)   | 10  |
|      | Máté Fenyvesi        | Ferencváros                                       | 10  |
|      | Paul Van Himst       | Anderlecht                                        | 10  |
|      | Billy Bremner        | Leeds Utd                                         | 10  |
|      | Jack Charlton        | Leeds Utd                                         | 10  |
|      | Wyn Davies           | Newcastle Utd                                     | 10  |

#### Classifica marcatori per stagione
| Stagione | Giocatore                                                                  | Squadra                                                 | Reti |
| -------- | -------------------------------------------------------------------------- | ------------------------------------------------------- | ---- |
| 1955-58  | Norbert Eschmann Evaristo de Macedo Cliff Holton Justo Tejada Peter Murphy | Losanna Barcellona London XI Barcellona Birmingham City | 4    |
| 1958-60  | Bora Kostić                                                                | Belgrado XI                                             | 6    |
| 1960-61  | Pedro Manfredini                                                           | Roma                                                    | 12   |
| 1961-62  | Waldo Machado                                                              | Valencia                                                | 10   |
| 1962-63  | Francisco Lojacono Pedro Manfredini                                        | Roma                                                    | 6    |
| 1963-64  | Waldo Machado                                                              | Valencia                                                | 6    |
| 1964-65  | Bobby Charlton Denis Law                                                   | Manchester Utd                                          | 8    |
| 1965-66  | Timo Konietzka Karl-Heinz Thielen                                          | Monaco 1860 Colonia                                     | 7    |
| 1966-67  | Flórián Albert                                                             | Ferencváros                                             | 8    |
| 1967-68  | Peter Lorimer                                                              | Leeds Utd                                               | 8    |
| 1968-69  | Antal Dunai Ferenc Bene Slobodan Santrač                                   | Újpest OFK Belgrado                                     | 9    |
| 1969-70  | Paul Van Himst                                                             | Anderlecht                                              | 10   |
| 1970-71  | Pietro Anastasi                                                            | Juventus                                                | 10   |